# ムシェズィプ・マルドゥク
ムシェズィプ・マルドゥク（Mushezib Marduk、在位:紀元前692年 - 紀元前689年）は、アッシリアに反乱を起こして戦死したネルガル・ウシェズィプの後を継いでバビロニア王についた人物。一時アッシリア軍を撃退したが、センナケリブによって倒された。

## 来歴
カルデア人の王子であったという。ネルガル・ウシェズィプがアッシリアに敗れて倒れると、跡を継いで紀元前692年にバビロニア王となった。エラム王フンバン・ニメナの支援を受け、周辺諸国も味方につけた彼は紀元前691年にハルールの戦い（英語: Battle of Khalule）でセンナケリブ率いるアッシリア軍を退け、一時的にバビロニアからアッシリア勢力を一掃することに成功した。
しかし、紀元前689年には再度センナケリブの攻撃を受け、バビロンは包囲された。9か月にも及ぶ包囲戦の末バビロンは陥落し、センナケリブの手によってマルドゥク神像が奪われバビロン市の大部分が破壊された。恐らく彼もこの時殺害されたと考えられる。